# Драгица Вељовић Браунштајн
Драгица Вељовић Браунштајн (енгл. Dragica Veljovic Braunstein, Сарајево, 28. март 1945) српска је песникиња, која живи у Торонту, Канада. Дела су јој преведена на енглески и арапски језик.

## Биографија
Драгица Вељовић Браунштајн рођена је пред сам крај Другог светског рата у сарајевском насељу Трново, које се данас дели на два територијално неједнака дела. У родном граду се школовала и у њему је стекла високо образовање – звање дипломираног професора педагогије и психологије на Филозофском факултету. Од 1972. до 1976. године радила је као новинар у тадашњој РТВ Сарајево и дневном листу „Ослобођење”, а од 1976. до 1979. као едукатор у интернатима. У периоду од 1980. па до одласка у Канаду 1994. била је директор средњошколских домова у Сарајеву у Београду.
Иако пише од детињства, свој поетски пут је трасирала тек са друге стране Атлантика. Објавила је две збирке поезије – „Ветрови Балкана” (2001) и „Авенија храстова” (2009), но њени стихови су заступљени у бројним домаћим и страним антологијама које обједињују и стваралаштво песника Србије и њене дијаспоре. Припрема и први роман. Мостарски песник Данило Марић, који је дуго живео у САД, у критици „Ветрова Балкана” Д. В. Браунштајн певање младости и домовини посматра као љубав смештену у раван патријахалних вредности, коју не могу омести ветрови промена.
Вељовић Браунштајн је агилна у раду српске заједнице у Канади, али истовремено сарађује и са другим заједницама Срба у дијаспори. Била је и директорка одбора за литерарне делатности Српске националне академије у Канади.
Добитница је бројних признања, како за свој педагошко-психолошки тако и за литерарни рад. Мерилендска издавачка кућа „The International Library of Poetry” ју је овенчала признањем „Амбасадор поезије”.
Чланица је Удружења књижевника Србије, Српско-канадског удружења писаца „Десанка Максимовић” и Међународног друштва песника (енгл. International Society of Poets).
Биографија јој је увршћена у „Биографски лексикон Српски писци у расејању 1914–2014” Милене Милановић и „Енциклопедију националне дијаспоре” Ивана Калаузовића Ивануса.
Осим писања, бави се и сликарством.
Живи у Торонту.

## Дела (избор)

### Збирке
- Ветрови Балкана (Књигопром, Београд, 2001)
- Авенија храстова (Нова Европа, Београд, 2009)

### Антологије
- A Prism of Thoughts (The National Library of Poetry, Балтимор, 1997)
- Forever Spoken (The National Library of Poetry, Балтимор, 1997)
- Outstanding Poets of 1998 (The National Library of Poetry, Балтимор, 1998)
- Immortal Verses (The National Library of Poetry, Балтимор, 2007)
- Outstanding Poets of 2007 (The National Library of Poetry, Балтимор, 2007)
- Царски сонети (Наша књига, Београд, 2008)
- Завештања 2015 (Књижевни клуб „Мирослав-Мика Антић”, Инђија – Удружење српских писаца Швајцарске, Цирих, 2015)